# 對話鍵
Session key，中文常稱作對話鍵、會議金鑰、對談金鑰、對話金鑰或是會話密鑰，是一次性用於對談中加密用的對稱式金鑰，所有成員使用同一把金鑰來加密明文、解密密文，在此次連線結束該金鑰即無效，如需重新通訊則需要再重新進行一次金鑰的產生及交換等步驟。常見的相關用語有：內容加密金鑰（content encryption key，CEK），流量加密金鑰（traffic encryption key，TEK）或用於加密金鑰的多播密鑰（multicast key）——例如密鑰加密密鑰（key encryption key，KEK）或鑰匙包裝鑰匙（key wrapping key）。「session key」僅指對稱式加密中的對稱金鑰，如果是非對稱式加密則有公開金鑰（public key）、私密金鑰（private key）之分。

## 特點
會議金鑰可以增加複雜度，讓訊息較不易被破解。會使用對稱式會議金鑰加密主要有兩個原因：
1. 在一直使用某個特定密鑰進行加密的狀況下，會讓有些密碼分析式攻擊方法變得更加容易；透過限制使用特定密鑰的使用量，可讓那些方法難以執行。
2. 非對稱加密雖然相較安全且不用考慮如何交換金鑰[註 1]，但需要較多的資源來進行運算，對於許多需求來說太慢了；所有私密金鑰（private key）算法都要求金鑰是安全分發的，透過使用非對稱加密演算法來加密另一個更快速的對稱式加密演算法的秘密密鑰，可以顯著提高整體效能[4]。這是PGP和GPG的應用過程[5]。

跟所有密鑰一樣，必須使用特殊的方法產生、選擇會話金鑰，使其不能被攻擊者預測，通常會使用隨機的方式。在任何的加密系統中，沒有正確選擇會話金鑰（或任何密鑰）會是一個重大的設計缺陷。